# Наводнение във Фиджи (2009)
Наводнението във Фиджи през 2009 г. започва на 10 януари и продължава през следващите дни.

## Развитие
Най-засегната е западната част на остров Вити Леву. Тази част обикновено е наричана „сухата“ част от острова. Загинали са 12 души, включително 2 младежи, като 6-има са се удавили във водата, а 2-ма са станали жертва на свлачище. В някои части височината на водата е достигала 3 метра.
Над 6000 души напускат домовете си и се преместват в 114 заслона, изградени за такива критични ситуации, където са им осигурени храна и питейна вода. Спряно е електричеството, както и телефонните линии, а много от пътищата са непроходими. Наводнението е унищожило голяма част от реколтата на захарна тръстика, която е важен земеделски продукт за Фиджи. Министър-председателят на страната Франк Баинимарама обявява кризисно положение.
Около 600 туристи, най-вече от Нова Зеландия, са блокирани заради наводнението.
На 12 януари пътят до международно летище Нади е отворен отново. Метеоролозите очакват наводнението да продължи поне до 15 януари и западната част да бъде наводнена още веднъж.

## Помощ
Нова Зеландия е обещала помощ от 100 000 NZ$ (около 58 000 USD), както и доставка на бутилирана вода, брезентови палатки и медицински помощ. Австралия е обещала помощ от 150 000 AU$ (около 100 000 USD) и да продължи наблюдението над ситуацията във Фиджи.